# El florido pensil
El florido pensil. Memoria de la escuela nacionalcatólica, más conocido como  El florido pensil, es un libro de 1994, escrito por Andrés Sopeña Monsalve  prologada por Gregorio Cámara Villar.
Consiste en una recreación del sistema educativo de la posguerra española, identificado con la ideología nacionalcatólica del primer franquismo, y una metodología tradicional, basada en el dogmatismo, la imposición de la autoridad mediante la disciplina y la adquisición rutinaria de los conocimientos por memorización, sin permitir la más mínima posibilidad de cuestionamiento ni crítica; y sin que la comprensión de lo aprendido importe realmente (el propio título hace referencia a una expresión incomprensible por los niños).
La nostalgia y la ingenuidad, y el uso de la ironía, son recursos utilizados abundantemente por el autor de esta obra en la presentación de sus contenidos.
En 1995 el grupo teatral vasco Tanttaka realizó la adaptación teatral del texto, la obra se estrenó el 23 de febrero de 1996. En 2002 Juan José Porto realizó la adaptación cinematográfica creando la película El florido pensil.

## Significado de "florido pensil"
El título está inspirado en un verso de la letra del Himno de España que aparece en la Enciclopedia Álvarez, de autoría desconocida:

«Fuiste de glorias florido pensil
hoy reverdecen a un impulso juvenil»

"Pensil" o "pénsil" (el DRAE acepta las dos acentuaciones) procede del latín pensĭlis (colgante: que cuelga, pende o está suspendido en el aire) que se aplica especialmente a los jardines (por referencia histórica a los jardines colgantes de Babilonia).